# Balatonrendes
Balatonrendes (do roku 1934 Rendes, vyslovováno [balatonrendeš]) je malá vesnička a letovisko v Maďarsku v župě Veszprém, spadající pod okres Tapolca. Nachází se u břehu Balatonu, asi 14 km jihovýchodně od Tapolcy. V roce 2015 zde žilo 121 obyvatel, z nichž jsou 97,5 % Maďaři a 5,9 % Němci.
Sousedními vesnicemi jsou Ábrahámhegy a Révfülöp.